# Gravina in Puglia
Gravina in Puglia (dříve Gravina in Apulia, latinsky Silvium, starořecky Σιλούϊον) je město a obec v jihoitalské oblasti Apulie v provincii Bari. Leží na řece Gravina a je střediskem národního parku Alta Murgia.

## Historie
Počátky osídlení lokality byly na základě archeologických výzkumů datovány přibližně do roku 1000 př. n. l. První zmínka o městě pochází z 1. století př. n. l. z díla Diodóra Sicilského, který popisuje jeho dobytí Římany z rukou Samnitů během 3. samnitské války. Rovněž se o něm ve svém díle zmiňuje Plinius starší. V té době tudy vedla Via Appia z Říma do Brundisia (dnešní Brindisi). Ve středověku se na určitou dobu dostalo pod nadvládu Normanů, kteří je v nazývali Garagnone nebo Garaynone.

## Památky
- Katedrála (11.–12. století)
- Hrad císaře Friedricha II. Štaufského
- Renesanční budova San Sebastiano
- Kostel San Francesco z přelomu 15. a 16. století
- Kostel Sant'Agostino
- Barokní kostel Madonna delle Grazie
- Kostely vytesané v tufové skále (Chiese rupestri)
- Zachovalý starověký římský most přes rokli

## Slavní rodáci
- Benedikt XIII.